# Échéclos
Ne doit pas être confondu avec Échéclos (centaure).
Dans la mythologie grecque, Échéclos est un jeune Dardanien, fils d'Agénor (le fils d'Anténor). Pendant la guerre de Troie, il est tué par Achille qui de son épée lui fend le crâne lors de son aristie.